# Jean Braconier (jurist)
Jean Herman Braconier, född den 13 december 1870 i Lilla Slågarps församling, Malmöhus län, död den 1 augusti 1940 i Borås, var en svensk jurist.
Braconier avlade hovrättsexamen vid Lunds universitet 1893. Han tjänstgjorde därefter i och under Svea hovrätt fram till 1907, blev adjungerad ledamot där 1908 och tillförordnad revisionssekreterare 1914. Braconier var häradshövding i Ås och Gäsene domsaga 1915–1919 och i Borås domsaga från 1920 till sin död. Han blev riddare av Nordstjärneorden 1924 och kommendör av andra klassen av samma orden 1938. Braconier vilar på Norra begravningsplatsen utanför Stockholm.